# Lauras store dag
"Lauras store dag" er den sekstende af den danske tv-serie Matador.  Den blev skrevet af seriens skaber Lise Nørgaard, og instrueret af Erik Balling. 
Afsnittet foregår i foråret 1940.

## Handling
Agnes har været på kursus i København, hvor hun har lært at maske strømper op. Hun starter sin egen virksomhed, hvor hun reparerer silkestrømper for byens fine fruer. Forretningen ender med at gå så godt, at hun lejer naboejendommen og hun ansætter Fedes kone Marie, så hun kan følge med efterspørgslen.
Laura har 25 års jubilæum som kokkepige hos familien Varnæs. Sammen med Maude rejser hun til København for at få overrakt en medalje, der gives til tyende, der har tjent det samme sted længe. Det viser sig dog mest, at være en fremvisning for herskabet af deres loyale ansatte. Maude møder en veninde, som hun spiser frokost med, og Laura tager derfor til Amalienborg med Agnes og børnene.
Landet bliver besat af nazisterne. Flere af indbyggerne i Korsbæk finder dog måder at lukrere på krigen; på Jernbanerestauranten tjener Boldt ekstra penge ved at sælge rationeringsmærker og Viggo Skjold Hansen udlejer sit store garageanlæg til tyskerne.
Byens borgmester indkalder til et borgermøde på Postgården for at drøfte etableringen af en folkepark på Fedet. Da byens bedre borgerskab alle har sommerhuse her er de imod ideen, men det lykkes Mads Skjern at få flyttet den til Varpemark Huse ved finansiere en vej dertil sammen med andre velstående borgere.
Inspireret af Agnes' succes som selvstændig og utilfredshed med den nye stuepige, siger Laura op og slår sig ned som kogekone. Hun er dog ikke helt tilfreds, da de steder hun kommer ud, slet ikke er lige så velekviperede som Varnæs', hvilket besværliggør madlavningen. En aften møder hun Maude og Hans Christian Varnæs, og da luftalarmen lyder søger de ind i Varnæs' kælder, og her spørger Laura om hun kan vende tilbage, hvilket de med glæde siger ja til.